# Riachão do Bacamarte
Riachão do Bacamarte är en kommun i Brasilien.   Den ligger i delstaten Paraíba, i den östra delen av landet, 1 600 km nordost om huvudstaden Brasília. Antalet invånare är 4 264.
Omgivningarna runt Riachão do Bacamarte är huvudsakligen savann. Runt Riachão do Bacamarte är det ganska glesbefolkat, med 40 invånare per kvadratkilometer.